# قرار مجلس الأمن التابع للأمم المتحدة رقم 1282
قرار مجلس الأمن التابع للأمم المتحدة رقم 1282، المتخذ في 14 كانون الأول / ديسمبر 1999، بعد إعادة تأكيد جميع القرارات السابقة بشأن مسألة الصحراء الغربية، ولا سيما القراران 1238 (1999) و1263 (1999)، مدد المجلس ولاية بعثة الأمم المتحدة الاستفتاء في الصحراء الغربية حتى 29 فبراير 2000 من أجل استكمال تحديد هوية الناخبين.
كما مدد مجلس الأمن ولاية البعثة لإصدار قائمة ناخبين مؤقتة ثانية وبدء الطعون لبعض التجمعات القبلية. وافق المغرب وجبهة البوليساريو على وضع خطة بشأن تدابير بناء الثقة عبر الحدود والاتصالات الشخصية، ودُعي كلاهما إلى التعاون مع بعثة الأمم المتحدة ومفوض الأمم المتحدة السامي لشؤون اللاجئين لتنفيذ تدابير.
وقد مارس العديد من المرشحين حقهم في الاستئناف، وكانت هناك معارضة لمسألة المقبولية مما يعني أن الاستفتاء على تقرير المصير لشعب الصحراء الغربية لا يمكن إجراؤه قبل عام 2002 أو بعده. وكان من المقرر أن يساعد الأمين العام كوفي عنان الأطراف على المصالحة، على الرغم من أن المجلس أشار إلى أنه ستكون هناك صعوبات في هذه العملية. وفي هذا الصدد، طُلب من الأمين العام أن يقدم تقريراً إلى المجلس قبل نهاية ولاية البعثة الحالية بشأن احتمالات تنفيذ خطة التسوية في غضون فترة زمنية معقولة.
اتخذ القرار بأغلبية 14 صوتا وامتناع ناميبيا عن التصويت؛  شعرت البلاد أن القرار تجاهل المخاوف السابقة للمجلس ورسم صورة سلبية للمجتمع الدولي.

## روابط خارجية
- نص القرار في undocs.org